# تاتیانا پینتو
تاتیانا پینتو (انگلیسی: Tatiana Pinto؛ زادهٔ ۲۸ مارس ۱۹۹۴) بازیکن فوتبال اهل پرتغال است.
از باشگاه‌هایی که در آن بازی کرده‌است می‌توان به اس‌سی سند اشاره کرد.
وی همچنین در تیم ملی فوتبال زنان پرتغال بازی کرده‌است.